# Châtillon-sur-Chalaronne

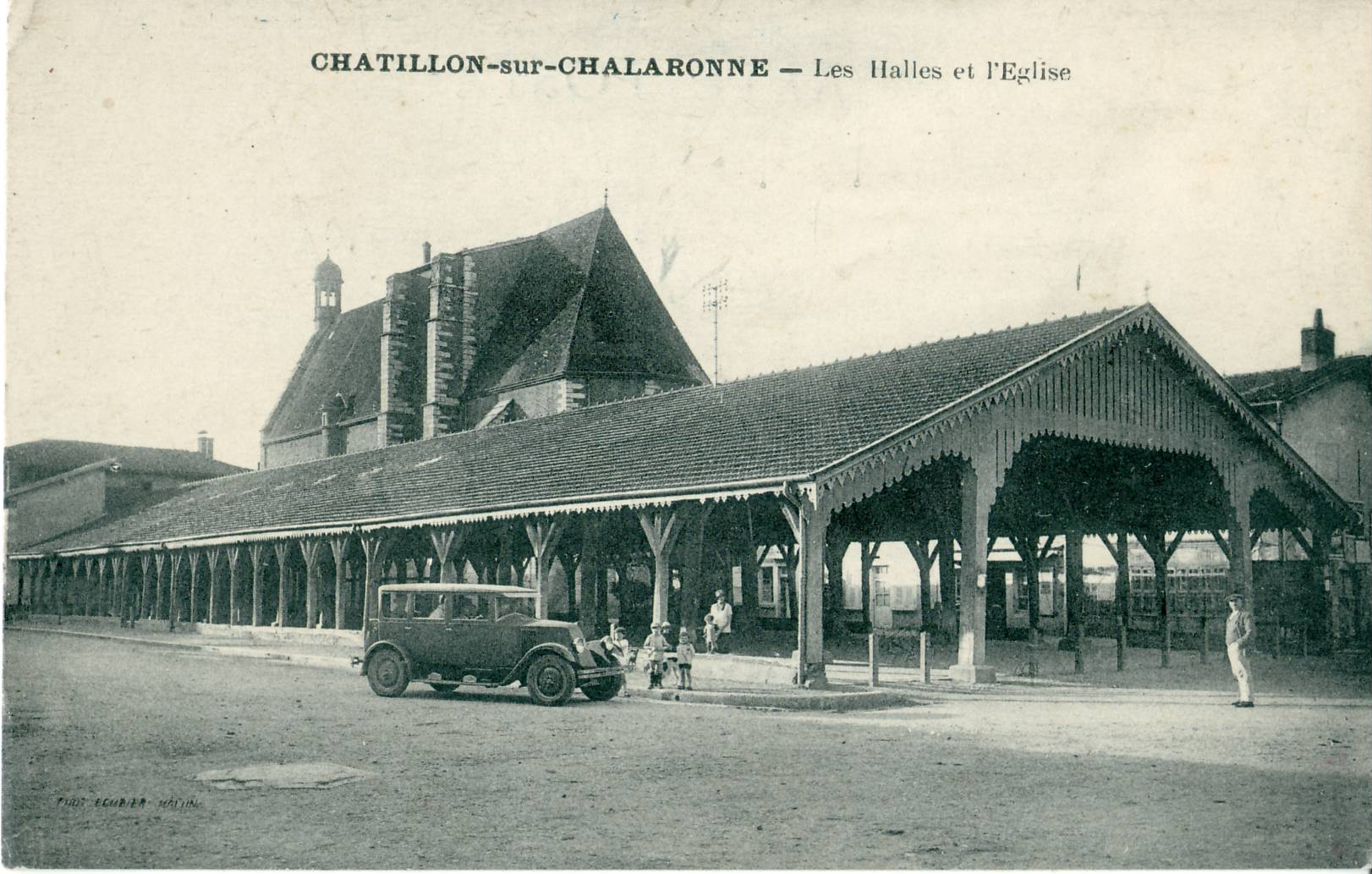
Mercado e iglesia.

Châtillon-sur-Chalaronne es una comuna francesa situada en el departamento de Ain, de la región de Auvernia-Ródano-Alpes. Es la cabecera y mayor población del cantón de su nombre.

## Geografía
Châtillon-sur-Chalaronne se encuentra en la región de Dombes, en el oeste del departamento de Ain.

## Demografía
| 2 606 | 2 493 | 2 608 | 2 678 | 3 241 | 3 518 | 3 786 | 4 137 | 4 813 | 4 957 | 4 859 |
| Para los censos de 1962 a 1999 la población legal corresponde a la población sin duplicidades (Fuente: INSEE [Consultar]) |       |       |       |       |       |       |       |       |       |       |

## Hermanamientos
- Wächtersbach (Alemania)
- Colceag (Rumanía)

## Personajes célebres
- San Vicente de Paúl fue párroco de Châtillon y fundó la Confrérie de la Charité en 1617.
- Philibert Commerson nació en Châtillon en 1727, botánico.